# Jeanne Ashbé
Jeanne Ashbé, née le 6 novembre 1955 à Bruxelles, est une autrice et illustratrice belge de littérature jeunesse.

## Biographie
Jeanne Ashbé est diplômée en orthophonie. Elle suit également les cours aux Beaux-Arts. Elle part travailler dans un hôpital pour enfants au Québec. De retour en Belgique, elle écrit et illustre des albums notamment pour les enfants de 0 à 3 ans. Elle développe la littérature jeunesse pour les très jeunes enfants alors que le langage n'est pas encore acquis. La production de Jeanne Ashbé marque l’histoire de la littérature jeunesse en montrant l'importance de la lecture chez les tout-petits. Elle insiste beaucoup sur la mise en mouvement de la pensée de l'enfant en affirmant que ce mouvement de balancier entre le réel et l’imaginaire est ce qui va porter l'enfant durant sa vie, sa capacité à imaginer le monde, un monde meilleur dans lequel il va pouvoir prendre sa place.

## Prix et distinctions
- 1996 : Prix Pitchou[6], pour Et pit et pat à quatre pattes
- 1998 : Prix Sorcières, Association des bibliothécaires de France pour Et dedans il y a.... [7]
- 2001 : Prix Auteur Jeunesse de la Scam[8], pour l'ensemble de son œuvre
- 2002 : (international) « Honour List »[9] de l' IBBY pour Le vélo rose
- 2011 : Prix Libbylit[10] décerné par l' IBBY, catégorie Album petite enfance, pour Ton histoire
- 2022 :  Premio nazionale Nati per Leggere[11] du Salon international du livre (Turin) pour Le bain et Le repas

## Publications

### Années 1990 et 2009
- On ne peut pas ! , École des loisirs, 1994
- Bonjour !, École des loisirs, 1994
- Ça va mieux !, École des loisirs, 1994
- Coucou !, École des loisirs, 1994
- Et pit et pat à quatre pattes, École des loisirs, 1995
- A ce soir !, École des loisirs, 1995
- Cachatrou, ce sont mes yeux, École des loisirs,1996
- Cachatrou, c'est ma bouche, École des loisirs,1996
- Cachatrou, c'est mon nez, École des loisirs, 1996
- Cachatrou, c'est mon oreille, École des loisirs, 1996
- Et dedans il y a..., École des loisirs, 1997
- Les petits mots, École des loisirs, 1997
- Cher Père Noël, École des loisirs, 1998
- Au revoir , École des loisirs, 1998
- Tout barbouillé, École des loisirs, 1998
- Où va l'eau ?, École des loisirs, 1999
- Que non, je mange,  École des loisirs, 1999
- Que non, je m'habille, École des loisirs, 1999
- Là, c'est moi,  Albin Michel-Jeunesse, 1999
- Et après, il y aura...,  École des loisirs, 2000
- Le vélo rose,  École des loisirs, 2000
- Yola, École des loisirs, 2001
- Ça  c'est énorme, Albin Michel-Jeunesse, 2001
- Ça  c'est gros, Albin Michel-Jeunesse, 2001
- Ça  c'est moyen, Albin Michel-Jeunesse, 2001
- Ça c'est petit, Albin Michel-Jeunesse, 2001
- La nuit, on dort, École des loisirs, 2002
- 101 poèmes pour les petits, Bayard Jeunesse, 2002
- Des papas et des mamans, École des loisirs, 2003
- Lou et Mouf. Ouh ! Il fait noir..., École des loisirs, 2003
- Lou et Mouf. T'en as plein partout !, École des loisirs, 2003
- Lou et Mouf. Faut tout ranger !, École des loisirs, 2003
- Lou et Mouf. L'heure du bain, École des loisirs, 2003
- Lou et Mouf. Oh ! C'est cassé !, École des loisir, 2004
- Lou et Mouf. Vite ! Vite !, École des loisirs, 2004
- Si on était le Père Noël, École des loisirs, 2005
- Lou et Mouf. Ça fait peur !, École des loisirs, 2005
- Lou et Mouf. Oulàlà c'est haut !, École des loisirs, 2005
- Sous le toit de mes doigts, Bayard Jeunesse, 2006
- Lou et Mouf : Où est Mouf ?, École des loisirs, 2006
- Lou et Mouf. Non, pas ça !, École des loisirs, 2007
- Lou et Mouf. Vole ! Vole !, École des loisirs, 2007
- Tous les petits, École des loisirs, 2007
- Dans le jardin de ma main, Bayard Jeunesse, 2007
- Pas de loup, École des loisirs, 2008
- Non !, École des loisirs, 2008
- Le grand voyage de Pitipote, Bayard Jeunesse, 2009

### Années 2010 et 2020
- Lou et Mouf. Lou a soif !, École des loisirs, 2010
- Ton histoire, École des loisirs, 2010
- Zipette et Pigolin, Bayard Jeunesse, 2010
- Parti..., École des loisirs, 2011
- La terrible question, École des loisirs, 2011
- Chut, un petit dort ici, École des loisirs, 2012
- Le voyage de Zipette, Bayard Jeunesse, 2012
- Lou et Mouf. Boum ! Bam ! Boum !, École des loisirs, 2012
- Lou et Mouf. Mamie aime les animaux, École des loisirs, 2012
- Fil à fil, École des loisirs, 2013
- Attends, Petit éléphant !, École des loisirs, 2013
- Bonnes vacances, Lou !, École des loisirs, 2014
- Petit éléphant a un ami  !, École des loisirs, 2015
- Les images de Lou et Mouf : Le repas, L'école des loisirs, 2021